# Слабый пол (фильм, 1943)
«Слабый пол» (англ. The Gentle Sex) — британская чёрно-белая военная пропагандистская романтическая драматическая комедия 1943 года. Последний фильм Лесли Говарда: 1 июня 1943 года самолёт, в котором он возвращался из Лиссабона в Лондон, был сбит фашистским истребителем. Премьера картины состоялась 15 апреля 1943 года, дистрибьютором выступила компания General Film Distributors.

## Сюжет
Фильм рассказывает о семерых «слабых» девушках-британках, которые поступили на военную службу, чтобы принять участие в войне против фашистов. Они прибыли в Женский вспомогательный территориальный корпус, где теперь тренируются, учатся водить грузовики, отражать воздушные нападения. Комментарии происходящему в течение всего фильма даёт рассказчик за кадром — режиссёр картины Лесли Говард.

## В ролях
- Джоан Гейтс — Гвен Хейден
- Джин Гилли — Дот Хопкинс
- Джоан Гринвуд — Бетти Миллер
- Джойс Говард — Энн Лоренс
- Розамунд Джон — Мегги Фрейзер
- Лилли Палмер — Эрна Дебруски
- Барбара Уаринг — Джоан Симпсон
- Джон Джастин[англ.] — офицер-пилот Дэвид Шеридан
- Эллиотт Мейсон[англ.] — миссис Фрейзер, мать Мегги
- Фредерик Лейстер[англ.] — полковник Лоренс, отец Энн
- Эверли Грегг[англ.] — мисс Симпсон, сестра Джоан
- Джон Лори — капрал-шотландец
- Мэри Джеррольд[англ.] — миссис Шеридан
- Мэриель Форбс[англ.] — младший командир Дэвис
- Майлс Маллесон — часовой
- Джимми Хэнли[англ.] — солдат
- Фредерик Пейсли[англ.] — солдат
- Рональд Шайнер[англ.] — картёжник в пабе
- Гарри Уэлчмен[англ.] — капитан Ферье
- Розалин Боултер[англ.] — телефонистка
- Лесли Говард — рассказчик за кадром

## Критика
- TV Guide пишет, что в фильме имеется «несколько светлых и смешных моментов, это талантливая и умная продукция для своего времени»[1].
- Film4[англ.] пишет: «смешной, очаровательный и, наверное, отличающийся от любого фильма, что вы видели ранее, „Слабый пол“ — это bona fides культурное сокровище»[2].